# Valentin Bigote
Valentin Bigote (Grande-Synthe, 13 gennaio 1992) è un cestista francese.